# Jean Faget
Pour les articles homonymes, voir Faget (homonymie).
Jean Faget, né le 21 mars 1923 à Houeillès et mort le 16 juillet 2016 à Eauze, est un homme politique français.

## Biographie
Jean Faget grandit à Gabarret où son père est installé comme vétérinaire. Il fait ses études secondaires au lycée Fermat de Toulouse puis au lycée de Condom. Après son baccalauréat, ses études sont interrompues par la guerre. Évadé des chantiers de jeunesse, il est arrêté par les Allemands et libéré à Compiègne. Il participe à la libération de Toulouse où il commence des études vétérinaires. il s'installe à Eauze en 1949 où il passe toute sa vie professionnelle.
Pendant toutes ces années, il s'illustre comme demi-de-mêlée, notamment au Stade Toulousain et au TOEC. Il est ensuite président du club de rugby d'Eauze depuis les années 1960 jusqu'aux années 80. Dans les années 50 et 60, il est le chef de la banda Les Armagnacs avec laquelle il se produit dans les plus grandes fêtes du sud de la France et du nord de l'Espagne. Passionné de courses hippiques, il est un des meilleurs drivers amateurs du Sud Ouest et crée en 1967 la société hippique d'Eauze et l'hippodrome de la Bergeyre. Il devient président de l'amicale des sociétés hippiques du sud-ouest dans les années 80.
Il est conseiller général du canton d'Eauze de 1968 à 1976 et de 1982 à 1988, adjoint au maire d'Eauze de 1965 à 1971 et maire d'Eauze de 1971 à 1989.

### Vie privée
Il est le père de Jacques Faget, juriste et sociologue, directeur de recherche au CNRS et enseignant à l'université de Bordeaux, de Philippe Faget, opticien à Eauze, et de Christophe Faget, médiateur, maire adjoint d'Eauze chargé de la culture depuis 2014.